# Desmodium cordifolium
Desmodium cordifolium là một loài thực vật có hoa trong họ Đậu. Loài này được (Harms) Schindl. miêu tả khoa học đầu tiên.